# 830년대
830년대는 830년부터 839년까지를 가리킨다.